# Valenciennea puellaris
Valenciennea puellaris és una espècie de peix de la família dels gòbids i de l'ordre dels perciformes.

## Morfologia
- Els mascles poden assolir 20 cm de longitud total.[4][5]

## Reproducció
És monògam.

## Hàbitat
És un peix marí, de clima tropical (22 °C-26 °C) i associat als esculls de corall que viu entre 2-30 m de fondària.

## Distribució geogràfica
Es troba des del Mar Roig fins a Samoa, el sud del Japó, la Gran Barrera de Corall i Nova Caledònia.

## Observacions
És inofensiu per als humans.